# 보링
보링(boring)은 드릴로 뚫은 구멍을 크게 하는 과정을 의미한다. 수세식보링, 충격식보링, 회전식보링이 있다. 구멍을 뚫는 기계는 천공기로 부른다.
기계 가공에서 보링은 총구 또는 총신을 보링하는 것과 같이 단일 지점 절삭 공구(또는 이러한 도구가 여러 개 포함된 보링 헤드)를 사용하여 이미 드릴링(또는 주조)된 구멍을 확대하는 공정이다. 보링은 구멍 직경의 정확성을 높이기 위해 사용되며 테이퍼 구멍을 절단하는 데 사용할 수 있다. 보링은 외경을 절삭하는 선삭에 대한 내경 대응으로 볼 수 있다.
보링에는 다양한 유형이 있다. 보링 바는 양쪽 끝에서 지지되거나(기존 구멍이 관통 구멍인 경우에만 작동) 한쪽 끝에서 지지될 수 있다(관통 구멍과 막힌 구멍 모두에서 작동). 라인보링은 전자를 의미한다. 백보링은 기존 구멍을 통과한 다음 공작물의 "뒷면"(기계 주축대를 기준으로)에 보링하는 공정이다.
최초의 보링 공작기계는 1775년 존 윌킨슨(John Wilkinson)에 의해 발명되었다.
보링과 선삭은 내부 및 외부 원통형 연삭에 연마 대응물이 있다. 각 공정은 특정 응용 분야의 요구사항 및 매개변수 값을 기반으로 선택된다.

## 같이 보기
- 지반 조사